# 巴桑 (烏克蘭)
47°23′36″N 36°9′39″E / 47.39333°N 36.16083°E
巴桑（羅馬化：Basan）是位於烏克蘭東南部的村莊，由扎波羅熱州波洛希區的波洛希市鎮負責管轄。該村始建於1790年，面積8.86平方公里，海拔高度148米，2001年人口1,422，人口密度每平方公里160.4人。